# Musköt

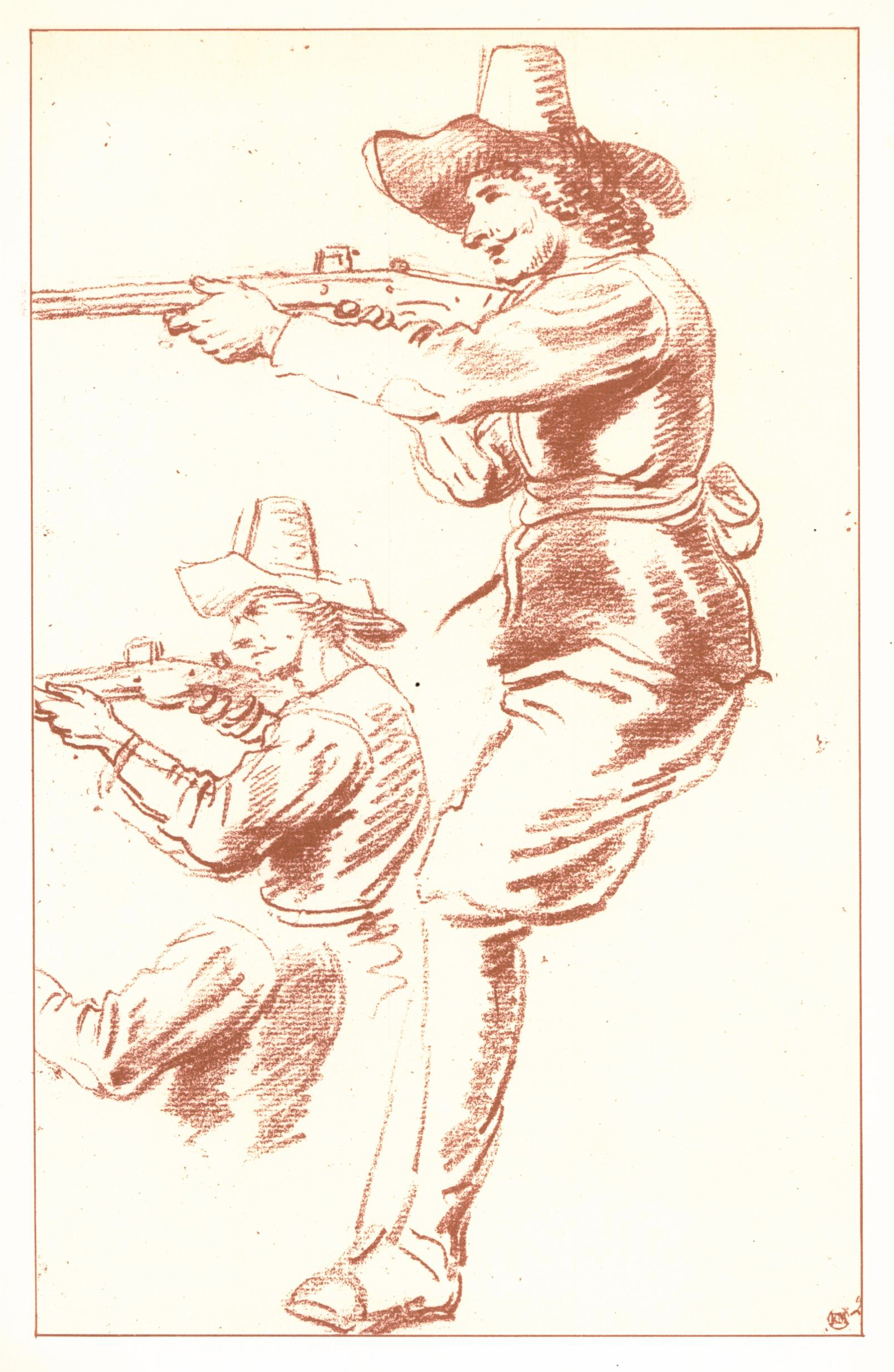
Musketerare från Gustav II Adolfs tid. Rödkritteckning av Johann Philip Lemke.

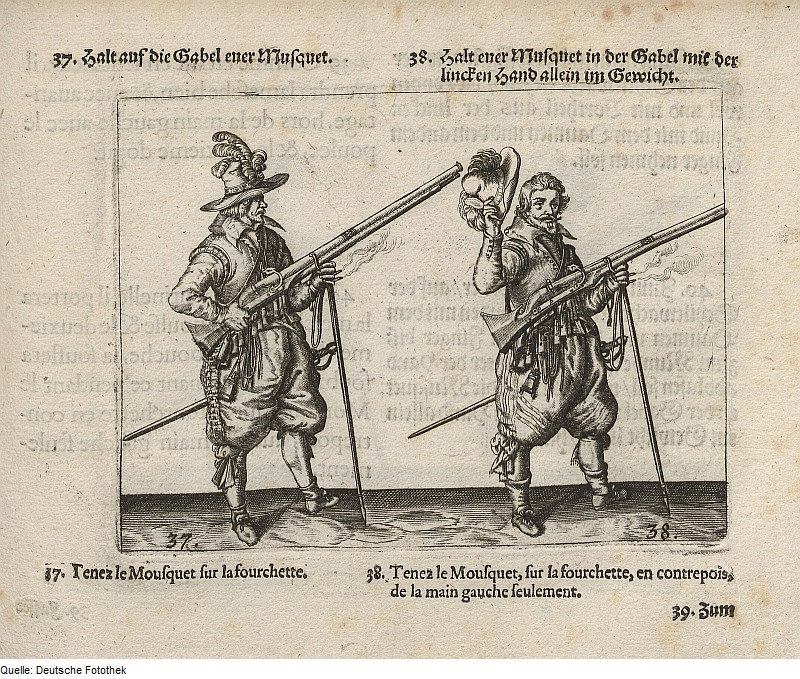
Musköt med muskötgaffel. Bild från 1664.

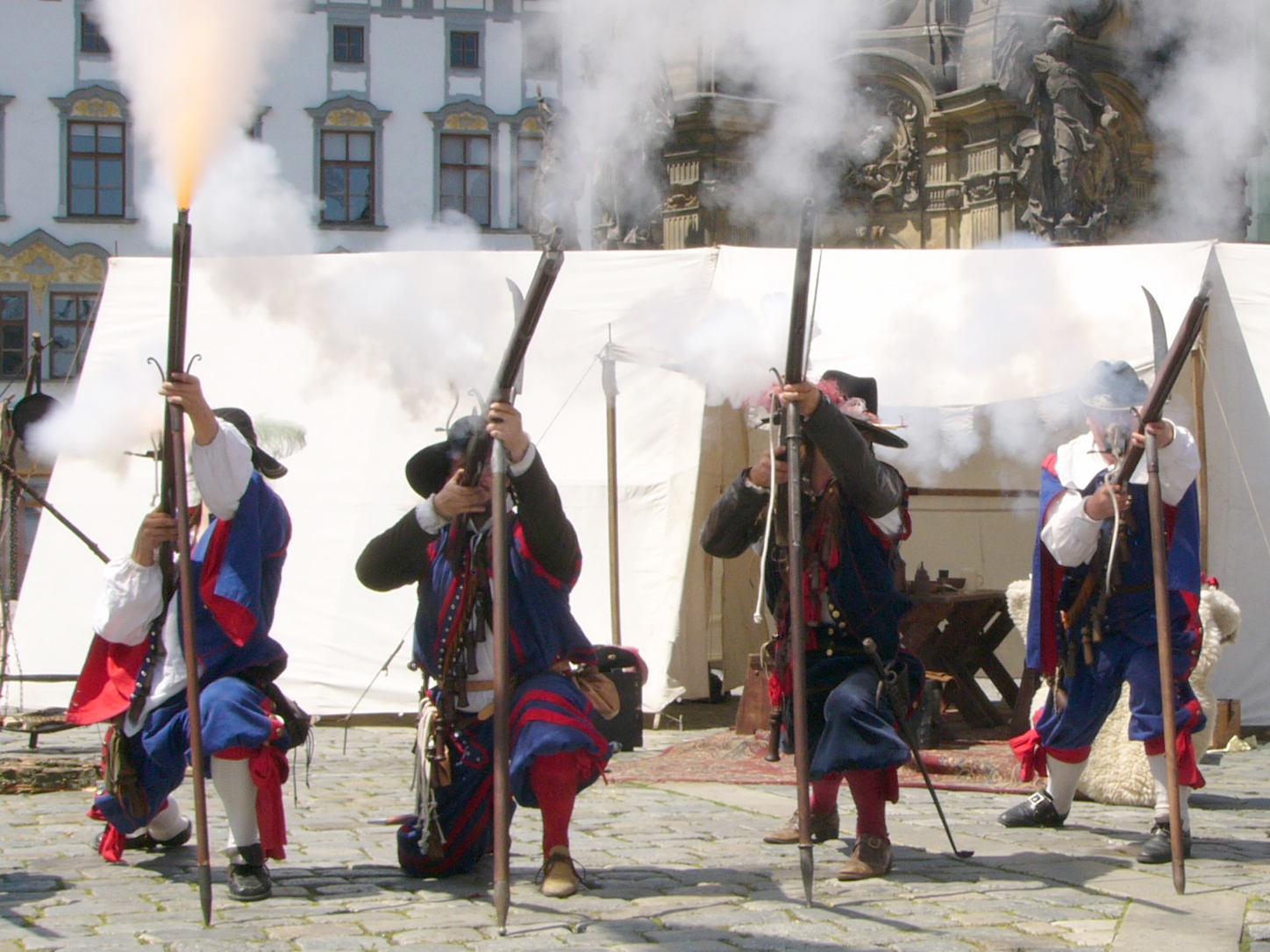
Kopior av modeller av musköter från det trettioåriga kriget avfyras under ett historiskt återskapande.

En musköt är ett slätborrat, mynningsladdat handeldvapen som hanteras med båda händerna. Musköten användes i början av 1500-talet till mitten av 1800-talet.
Musköten utvecklades i Spanien på 1500-talet.
Ordet "musköt" kommer från franskans mousquet som ursprungligen betyder sparvhök. På franska är ordet associerat med luntlåsgevär från 1600-talet. Ordet fusil är associerat med det senare flintlåsgeväret. Mousquet är belagt i svenska språket sedan 1604.

## Funktion
Vapnets avfyringsanordning var luntlås, hjullås, snapplås, flintlås eller slaglås. Kalibern var knappa tjugo millimeter.
De första musköterna var för tunga, upp till 10 kilo, för eldgivning på fri hand varför man använde en så kallad muskötgaffel (ett gaffelformigt stöd) vilken stacks ned i marken och i vilken pipan vilade. De tidiga musköterna sköttes vanligen av två personer.
Räckvidden hos en musköt var upp till 200 meter. Träffsäkerheten var dålig i början men senare musköter kunde träffa en människa på ett avstånd av knappa 100 meter.
Vapnet laddades från mynningen med en sfärisk kula, en Muskötkula. Dessa kulor var inte så kallade enhetspatroner där patronhylsan och projektilen är fast förenade, vilket gjorde att separat drivladdning måste placeras så att det hamnade bakom kulan i loppet.

## Användning
Musköten var främst ett infanterivapen. Då det ingick i en fotsoldats beväpning, kallades denne musketerare eller musketör. Det krävdes  omkring 120 handgrepp för att ladda och avfyra en musköt, varför utbildningstiden blev tämligen lång. Gustav II Adolf kom att revolutionera bruket av musköter i fält. I och med införandet av pappersladdningen förenklades laddningsförfarandet och därmed ökade eldhastigheten avsevärt. Omkring år 1700 hade flintlåset blivit standard i praktiskt taget alla europeiska härar. Samtidigt hade bajonetten slagit igenom på allvar, vilket gjorde pikenerarna alltmer överflödiga på slagfältet.

## Standardisering
Efter att musköten hade genomgått stora förändringar under 1600-talet, med olika avfyrningsanordningar, kalibrar, former och storlekar, så standardiserades musköterna i Europa i början av 1700-talet. Vapnet genomgick därefter endast smärre förändringar under resten av århundradet, såsom av piplängd, låsets utformning och storlek.
Ett musköthåll, motsvarande 225 meter, är en gammal längdenhet i Sverige som antyder muskötens skottvidd.